# Jana Pareigis

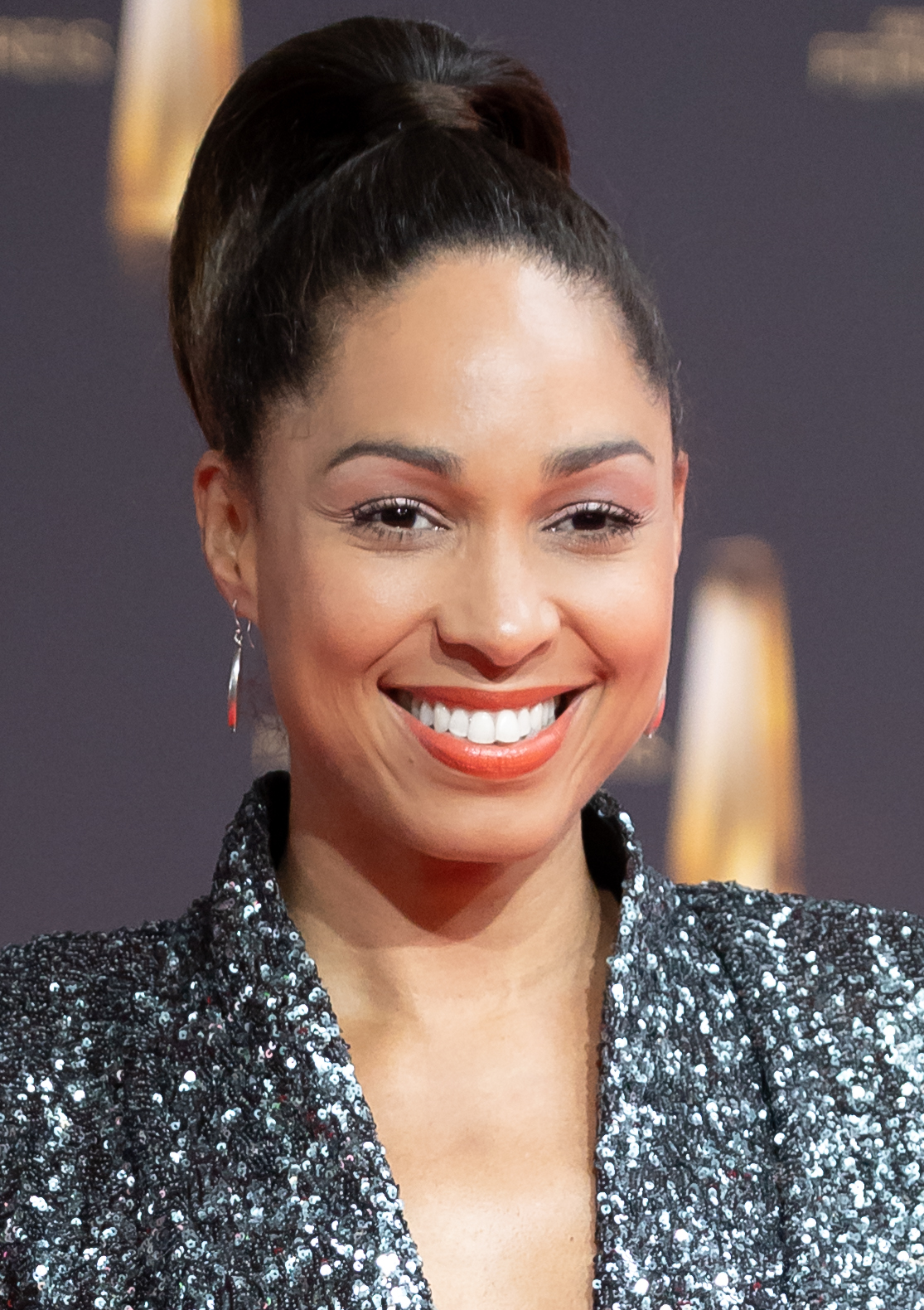
Jana Pareigis beim Deutschen Fernsehpreis 2024

Jana Pareigis (* 23. Juni 1981 in Hamburg) ist eine deutsche Journalistin und Fernsehmoderatorin.

## Leben und Laufbahn
Jana Pareigis’ Mutter stammt aus Deutschland, ihr Vater aus Simbabwe. Pareigis wuchs bei einem deutsch-schwedischen Ehepaar auf, das sie kurz nach ihrer Geburt adoptiert hatte.
Im Jahr 2000 schloss Pareigis ihre Schulausbildung mit dem Abitur ab und leistete anschließend ehrenamtliche Tätigkeiten in Harare. Sie studierte Politologie und Afrikanistik in ihrer Heimatstadt Hamburg, New York City und Berlin.
Pareigis begann ihre Karriere beim Fernsehen als Assistentin des Chefredakteurs bei N24 in Berlin. Zuvor hatte sie bereits Berufserfahrung im UN-Peacekeeping Department, bei der Nachrichtenagentur Reuters sowie bei diversen Stiftungen und Zeitungsverlagen gesammelt. Ab 2010 war sie Fernsehmoderatorin der Nachrichtensendung Journal bei DW-TV sowie freie Redakteurin u. a. für den WDR, Zeit Online und die Deutsche Welle. Ab Dezember 2014 moderierte sie das ZDF-Morgenmagazin. Von April 2018 bis März 2022 war sie Hauptmoderatorin des ZDF-Mittagsmagazins und ist seither nur noch dessen vertretungsweise. Am 24. Februar 2021 moderierte sie erstmals die 12-Uhr-heute-Nachrichten im ZDF. Seit dem 27. Juli 2021 moderiert sie als Nachfolgerin von Petra Gerster die 19-Uhr-heute-Nachrichten im ZDF.

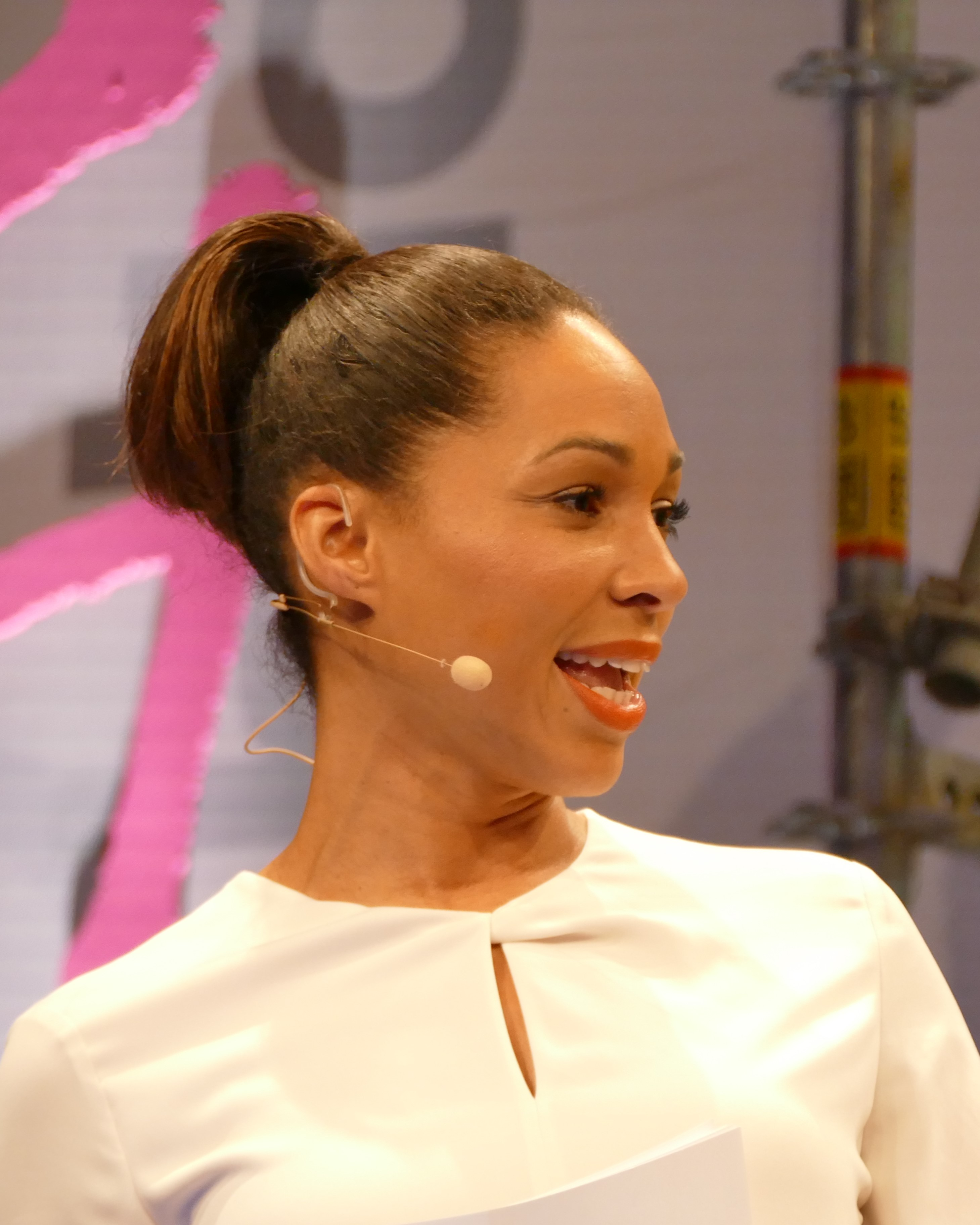
Jana Pareigis auf der Re:publica, 2024

Als Afrodeutsche engagiert sich Pareigis im Kampf gegen Rassismus. Im Jahr 2017 drehte sie den Dokumentarfilm Afro.Deutschland bzw. Afro.Germany – Being black and German, der sich mit Rassismus gegenüber den in Deutschland lebenden Schwarzen Menschen beschäftigt, und von der Deutschen Welle produziert und auf Deutsch und Englisch veröffentlicht wurde. Sie versucht, die Doppelzuweisung von deutscher Nationalität und Schwarzsein zu entmystifizieren und damit die ethnische Vielfalt in Deutschland aufzuzeigen. In dem Film reist Pareigis durch die Bundesrepublik, um Afrodeutsche zu treffen und mit ihnen über ihre Geschichten und Erfahrungen zu sprechen. Sie trifft unter anderem den deutschen Rapper Samy Deluxe, den deutschen Schauspieler, Journalisten, Beamten des Bundesnachrichtendienstes und Zeitzeugen des Nationalsozialismus Theodor Wonja Michael (1925–2019), die portugiesische Künstlerin Grada Kilomba und den südafrikanischen Streetart-Aktionskünstler Robin Rhode sowie den ehemaligen deutschen Fußballspieler Gerald Asamoah. Durch ihre Begegnungen deckt sie viele Klischees und Vorurteile auf, denen afrodeutsche Menschen in ihrem Alltag begegnen. Ihr Dokumentarfilm legt auch Zeugnis ab von den anhaltenden Erscheinungsformen von Intoleranz, Rassismus und Fremdenfeindlichkeit in Deutschland.
Für die deutsche Neuübersetzung von James Baldwins Essayband Nach der Flut das Feuer (The Fire Next Time)  verfasste Pareigis 2019 ein Vorwort. Darin hebt sie Baldwins Bedeutung für das Verständnis der Gegenwart hervor und berichtet von eigenen Erfahrungen mit Rassismus.
Pareigis ist Mutter eines Sohnes. Sie lebt in Berlin und Mainz.